# Ludwig Landmann
Ludwig Landmann (ur. 18 maja 1868 w Mannheimie, zm. 5 marca 1945 w Voorburgu) – niemiecki polityk liberalny pochodzenia żydowskiego. W latach 1924–1933 był burmistrzem Frankfurtu nad Menem.
Był pierwszym żydowskim burmistrzem Frankfurtu. Ukrywał się w Holandii, zmarł w wyniku niedożywienia w czasie Głodowej zimy.